# Kate Morton
Kate Morton (nascuda el 1976) és una escriptora australiana líder en vendes a nivell internacional. Els seus llibres han estat publicats a 42 països en 34 idiomes diferents i des del 2006 fins al 2016 ha venut 10 milions de llibres a tot el món. Morton ha guanyat diversos premis i ha escrit sis novel·les: La casa de Riverton, El jardí oblidat, Les hores llunyanes, L'aniversari secret, L'últim adéu, i La filla del rellotger. Totes les seves novel·les han esdevingut best-sellers del New York Times i del Sunday Times.

## Biografia

### Primers anys i educació
Morton és filla de la Diane, una comerciant d'antiguitats, i d'en Warren, un enginyer civil, i és la més gran de tres germanes. Degut a la feina del pare, la família es va mudar diverses vegades abans d'instal·lar-se definitivament a Tamborine Mountain, on la Kate va estudiar en una petita escola de poble. Li agradava llegir llibres des de ben petita i els seus preferits eren els de l'Enid Blyton.
Va finalitzar una llicenciatura en Discurs i Interpretació al Trinity College London i va fer un curs d'estiu sobre Shakespeare a la Royal Academy of Dramatic Art de Londres. Més endavant es va graduar amb honors en Literatura anglesa a la Universitat de Queensland (1999) i va ser guardonada amb una beca per completar un màster especialitzat en la tragèdia a la literatura victoriana. Mentre realitzava els seus estudis universitaris va escriure dos manuscrits complets (sense publicar) abans d'escriure La casa de Riverton. A més a més, es va matricular en un programa de doctorat focalitzat en la recerca sobre novel·les contemporànies que combinen elements de ficció gòtica i de misteri.

### Èxit comercial
La primera novel·la de la Kate, La casa de Riverton, es va publicar l'any 2006. Es va convertir en un èxit i ha venut més d'un milió de còpies. Va esdevenir un best-seller número 1 del Sunday Times l'any 2007 i un best-seller del New York Times l'any 2008. A més a més, va guanyar el premi al llibre de l'any en ficció general als Australian Book Industry Awards l'any 2007 i va ser nominada com a llibre més popular als British Book Awards el 2008.

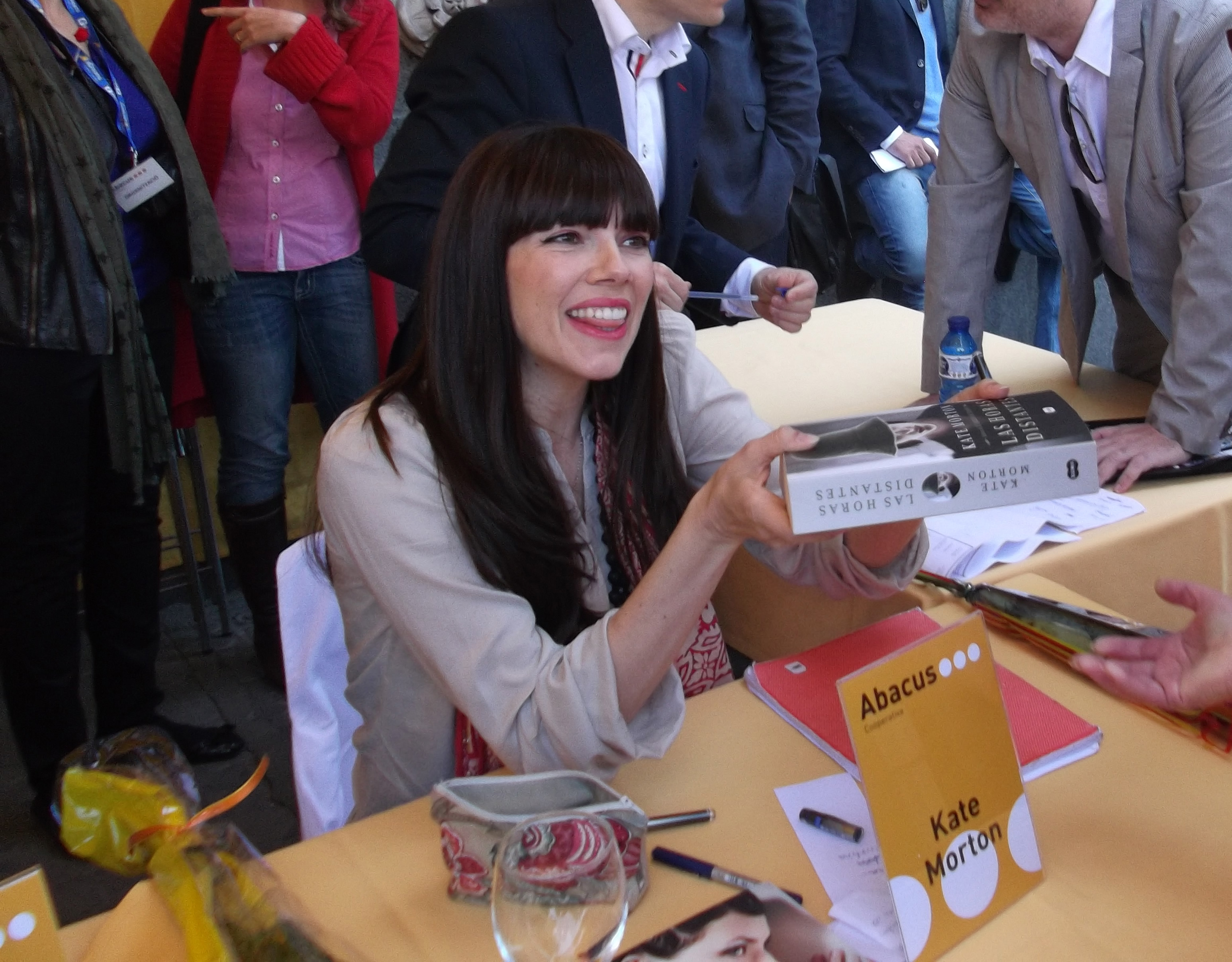
Kate Morton participant en la signatura de llibres del dia Sant Jordi de l'any 2013 a Barcelona.

L'any 2008 es va publicar la seva segona novel·la, El jardí oblidat, la qual també va esdevenir un èxit de vendes, convertint-se en best-seller número 1 del Sunday Times i assolint el número 1 en vendes a Espanya. El jardí oblidat va ser guardonat amb el premi al llibre de l'any en ficció general als Australian Book Industry Awards de l'any 2009.
Després de l'èxit aconseguit amb les seves primeres novel·les, Morton va publicar Les hores llunyanes l'any 2010 i va tornar a convertir-se en best-seller del Sunday Times i del New York Times. A més a més, va assolir el número 1 en vendes a Espanya i a Irlanda i va tornar a guanyar els Australian Book Industry Awards de l'any 2011.
L'èxit es va repetir amb les seves tres següents novel·les (L'aniversari secret (2012), L'últim adéu (2015), i La filla del rellotger (2018)), les quals també es van convertir en best-sellers del Sunday Times i del New York Times. A més a més, tant L'últim adéu com La filla del rellotger van esdevenir número 1 en vendes tant a Austràlia com a Canadà.

### Vida privada
Morton està casada amb Davin Patterson, un músic de jazz i compositor. Tenen tres fills (l'Oliver, en Louis i en Henry) i viuen a Londres.

### Novel·les
- 2006: La casa de Riverton (The House at Riverton)
- 2008: El jardí oblidat (The Forgotten Garden)
- 2010: Les hores llunyanes (The Distant Hours)
- 2012: L'aniversari secret (The Secret Keeper)
- 2015: L'últim adéu (The Lake House)
- 2018: La filla del rellotger (The Clockmaker's Daughter)

## Premis
- Richard and Judy Awards 2007: Millor lectura de l'any per La casa de Riverton.[9]
- Australian Book Industry Awards 2007: Llibre de l'any en ficció general per La casa de Riverton.[9]
- Australian Book Industry Awards 2009: Llibre de l'any en ficció general per El jardí oblidat.[11]
- Australian Book Industry Awards 2011: Llibre de l'any en ficció general per Les hores llunyanes.[12]
- Australian Book Industry Awards 2013: Llibre de l'any en ficció general per L'aniversari secret.[13]